# Oedothorax tholusus
Oedothorax tholusus – gatunek pająka z rodziny osnuwikowatych.
Gatunek ten opisany został w 1998 roku przez Andrieja Tanasiewicza na podstawie parki okazów odłowionych w 1980 roku.
Samiec ma 2,7 mm, a samica 2,18 mm długości ciała. Karapaks jest rudobrązowy, u samca ma 1,25 mm długości i 0,95 mm szerokości, a u samicy 0,75 mm długości i 0,63 mm szerokości. Odnóża są rudobrązowe, wyposażone w trichobotria na każdym nadstopiu. Opistosoma ma u samca 1,5 mm długości i 0,93 mm szerokości, a u samicy 1,55 mm długości i 1,08 mm szerokości. Nogogłaszczki samca cechują m.in. pozbawiona łopatkowatej apofizy część emboliczna oraz krótka apofiza suprategularna.
Gatunek himalajski, znany tylko z jednego stanowiska w Nepalu. Miejsce typowe znajduje się w lesie liściastych w dystrykcie Kaski, na wysokości 2100 m n.p.m..